# Gwynn (cràter)
Gwynn és un cràter d'impacte en el planeta Venus de 32 km de diàmetre. Porta el nom de Nell Gwyn (1650-1687), actriu i cortesana anglesa, i el seu nom va ser aprovat per la Unió Astronòmica Internacional el 1994.